# Campeonato de Fútbol de Nueva Zelanda 2007-08
El Campeonato de Fútbol de Nueva Zelanda 2007/08 (New Zealand Football Championship 2007/08 en inglés) fue la cuarta edición del máximo torneo futbolístico del país insular Nueva Zelanda. 
Como en la edición anterior, fueron ocho los participantes de las regiones más pobladas del país. Waitakere United cortó la hegemonía del Auckland City FC que había conquistado los tres torneos anteriores, logrando así su primer título. El subcampeón fue el Team Wellington que venció en la final preliminar al elenco de Auckland y lo privó de jugar la final frente a su clásico rival.

## Equipos participantes
| Equipo                | Ciudad           | Estadio           | Capacidad |
| --------------------- | ---------------- | ----------------- | --------- |
| Waitakere United      | Waitakere        | Park Hall         | 2.500     |
| Auckland City FC      | Auckland         | Kiwitea Street    | 4.000     |
| Team Wellington       | Wellington       | Newtown Park      | 5.000     |
| Canterbury United     | Christchurch     | English Park      | 8.000     |
| Hawke's Bay United    | Napier           | Bluewater Stadium | 4.000     |
| Waikato Football Club | Hamilton         | Fred Jones Park   | 2.000     |
| Otago United          | Dunedin          | Carisbrook        | 29.000    |
| YoungHeart Manawatu   | Palmerston North | Memorial Park     | 8.000     |

## Tabla de posiciones
J: partidos jugados; G: partidos ganados; E: partidos empatados; P: partidos perdidos; GF: goles a favor;
 GC: goles en contra; DG: diferencia de goles; Pts: puntos

| Pos | Equipo              | PJ | G  | E | P  | GF | GC | Dif | Pts |
| --- | ------------------- | -- | -- | - | -- | -- | -- | --- | --- |
| 1   | Waitakere United    | 21 | 16 | 3 | 2  | 51 | 14 | 37  | 51  |
| 2   | Auckland City FC    | 21 | 16 | 2 | 3  | 44 | 16 | 28  | 50  |
| 3   | Team Wellington     | 21 | 15 | 2 | 4  | 51 | 21 | 30  | 47  |
| 4   | Hawke's Bay United  | 21 | 8  | 5 | 8  | 29 | 33 | -4  | 29  |
| 5   | Waikato FC          | 21 | 5  | 5 | 11 | 24 | 34 | -10 | 20  |
| 6   | YoungHeart Manawatu | 21 | 5  | 2 | 14 | 32 | 57 | -25 | 17  |
| 7   | Otago United        | 21 | 3  | 4 | 14 | 13 | 34 | -30 | 13  |
| 8   | Canterbury United   | 21 | 3  | 3 | 15 | 22 | 48 | -26 | 12  |

|  | Clasificación a la final y a la Liga de Campeones de la OFC 2008/09 |

|  | Clasificación a la final preliminar |

## Playoffs

### Final Preliminar
| Auckland City | 3:4 | Team Wellington |

### Final
| Waitakere United | 2:0 | Team Wellington |

| Bandera de Nueva Zelanda           |
| Campeón Waitakere United 1º título |